# H5P

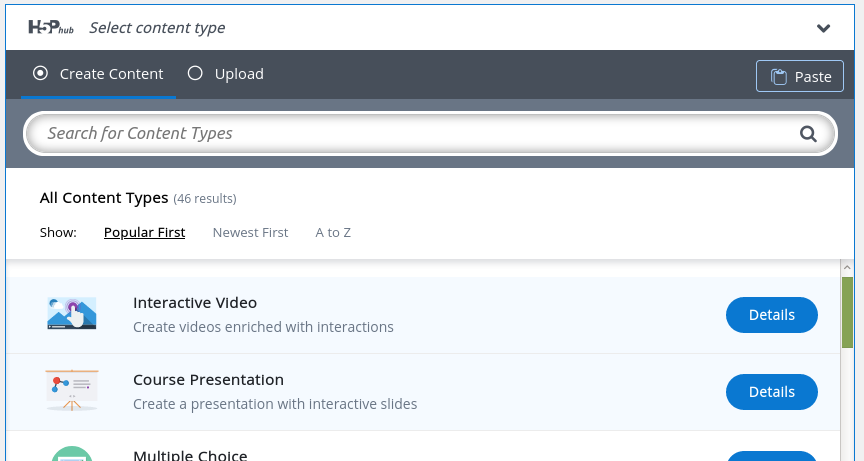
Le panel de sélection d'activité H5P

H5P - abréviation de HTML5 Package - est un logiciel libre (licence MIT) de création de contenu interactif, basé sur HTML5, CSS et JavaScript. Il est développé depuis 2014.
H5P comporte un éditeur de contenu intuitif qui permet de générer aisément des contenus interactifs bien que l'interface soit uniquement en langue anglaise. Les contenus créés peuvent être utilisés en ligne directement sur le site, téléchargés pour être transmis ou intégrés dans une autre plateforme H5P.
H5P peut être interfacé dans Drupal, Moodle et WordPress.
Les utilisateurs du site de démonstration officiel acceptent que le contenu créé le soit sous licence Creative commons attribution 4.0 international (CC BY 4.0).